# Páros műkorcsolya a 2022-es műkorcsolya- és jégtánc-világbajnokságon
A 2022-es műkorcsolya- és jégtánc-világbajnokságon a páros műkorcsolya versenyszámának rövid programját március 23-án, míg a szabadprogramot másnap, március 24-én rendezték meg a montpellier-i Sud de France Arenában.
Az amerikai Alexa Knierim, Brandon Frazier kettős nyerte a párosok versenyét, míg a Miura Riku, Kihara Rjuicsi japán kettős ezüstérmes lett. A kanadai Vanessa James és Eric Radford a rövidprogram után még ötödikek voltak, de mivel a kűrben 130,78 pontot érően korcsolyáztak, felállhattak a dobogó harmadik fokára.
Az orosz–ukrán háború következtében a Nemzetközi Korcsolyázó Szövetség eltiltotta az orosz és belarusz sportolókat a versenyzéstől.

## Versenynaptár
Az időpont(ok) helyi idő szerint olvashatóak (UTC +01:00):
| Dátum                        | Időpont | Forduló       |
| ---------------------------- | ------- | ------------- |
| 2022. március 23., szerda    | 18:30   | Rövid program |
| 2022. március 24., csütörtök | 19:16   | Szabadprogram |

## Eredmény
| Hely. | Versenyző                           | Nemzet             | ÖP.    | Rövid program | Rövid program | Szabadprogram              | Szabadprogram              |
| Hely. | Versenyző                           | Nemzet             | ÖP.    | Hely.         | Pont          | Hely.                      | Pont                       |
| ----- | ----------------------------------- | ------------------ | ------ | ------------- | ------------- | -------------------------- | -------------------------- |
|       | Alexa Knierim Brandon Frazier       | Egyesült Államok   | 221,09 | 1.            | 76,88         | 1.                         | 144,21                     |
|       | Miura Riku Kihara Rjuicsi           | Japán              | 199,55 | 3.            | 71,58         | 3.                         | 127,97                     |
|       | Vanessa James Eric Radford          | Kanada             | 197,32 | 5.            | 66,54         | 2.                         | 130,78                     |
| 4.    | Karina Safina Luka Berulava         | Grúzia             | 191,74 | 4.            | 67,36         | 4.                         | 124,38                     |
| 5.    | Minerva Fabienne Hase Nolan Seegert | Németország        | 189,61 | 6.            | 66,29         | 5.                         | 123,32                     |
| 6.    | Evelyn Walsh Trennt Michaud         | Kanada             | 176,02 | 8.            | 60,28         | 6.                         | 115,74                     |
| 7.    | Miriam Ziegler Severin Kiefer       | Ausztria           | 166,68 | 7.            | 60,79         | 7.                         | 105,89                     |
| 8.    | Camille Kovalev Pavel Kovalev       | Franciaország      | 153,73 | 9.            | 50,95         | 8.                         | 102,78                     |
| 9.    | Daria Danilova Michel Tsiba         | Hollandia          | 148,55 | 11.           | 49,52         | 9.                         | 99,03                      |
| 10.   | Zoe Jones Christopher Boyadji       | Egyesült Királyság | 144,24 | 10.           | 49,67         | 10.                        | 94,57                      |
| 11.   | Dorota Broda Pedro Betegón Martín   | Spanyolország      | 133,58 | 12.           | 48,66         | 11.                        | 84,92                      |
| 12.   | Hailey Kops Evgeni Krasnopolski     | Izrael             | 126,45 | 14.           | 44,45         | 12.                        | 82,00                      |
| VL    | Ashley Cain-Gribble Timothy LeDuc   | Egyesült Államok   | –      | 2.            | 75,85         | Visszalépett a versenytől. | Visszalépett a versenytől. |
| VL    | Szofija Holicsenko Artem Darenszkij | Ukrajna            | –      | 13.           | 44,95         | Visszalépett a versenytől. | Visszalépett a versenytől. |

____
Magyarázat:
• ÖP = összes pontszám • VL = visszalépett

## Megjegyzés
1. ↑  A rövid programot követően a második helyen álló Ashley Cain-Gribble és Timothy LeDuc amerikai kettős kénytelen volt feladni, mivel a kűr alatt a páros lány tagja többször is esett, az utolsónál pedig annyira beütötte a fejét, hogy nem tudott felállni a jégről, és hordágyon kellett levinni.[4]
2. ↑  A rövid programot követően a 17 éves Szofija Holicsenko és a 20 éves Artem Darenszkij ukrán kettős bejelentette visszalépését, arra hivatkozva, hogy az olimpia után szünetet tartottak, és nem edzettek, majd az orosz inváziót követően erre már nem is kerülhetett sor.[10]